# Sofía Teodora de Castell-Remlingen
La condesa Sofía Teodora de Castell-Remlingen (12 de mayo de 1703, Castell-8 de enero de 1777, Herrnhut) fue una noble alemana. Por nacimiento fue miembro de la Casa de Castell-Remlingen y por matrimonio miembro de la Casa de Reuss.

## Primeros años
Ella era el sexto vástago y cuarta hija de Wolfgang Dietrich de Castell-Remlingen con su segunda esposa, la Condesa Dorotea Renata de Zinzendorf y Pottendorf (1669-1743). El Conde Wolfgang Dietrich tuvo catorce hijos en total, de los cuales Sofía Teodora era el duodécimo vástago y décima hija.

## Matrimonio e hijos
El 7 de septiembre de 1721 se casó con el Conde Enrique XXIX de Reuss-Ebersdorf, con el que tuvo trece hijos:
- Renata Benigna (1722-1747)
- Enrique XXIV (1724-1779), Conde de Reuss-Ebersdorf, abuelo de la Princesa Victoria de Sajonia-Coburgo-Saalfeld y bisabuelo de la reina Victoria
- Enrique XXVI (1725-1796)
- Enrique XXVIII (30 de agosto de 1726 - 10 de mayo de 1797), casado con la Condesa Inés Sofía de Promnitz (1720-1791), hija del conde Erdmann II de Promnitz
- Sofía Augusta (1728-1753), casada en 1748 con el Barón Ludwig von Weitelfshausen-Schautenbach
- Carlota Luisa (1729-1792)
- Enrique XXXI (1731-1763)
- Enrique XXXII (nacido: 1733, muerto en la batalla de Lobositz el 1 de octubre de 1756)
- Enrique XXXIII (1734-1791)
- Enrique XXXIV (1737-1806)
- Cristiana Leonor (1739-1761)
- María Isabel (1740-1784), casada en 1765 con el Conde Enrique XXV de Reuss-Lobenstein
- Juana Dorotea (1743-1801), casado en 1770 con Cristóbal Federico Levin von Trotha